# Malbo
Malbo é uma comuna francesa na região administrativa de Auvérnia-Ródano-Alpes, no departamento de Cantal. Estende-se por uma área de 29,6 km². Em 2010 a comuna tinha 98 habitantes (densidade: 3,3 hab./km²).